# 루미토르
누미토르 또는 루미토르 (? ~ ?) (재위: 기원전 8세기경) 알바롱가의 ?대 왕이자, 로물루스와 레무스의 외할아버지뻘 되며, 실존 여부가 불확실한 인물이다.